# Албезе кон Касано
Албезе кон Касано (итал. Albese Con Cassano) је насеље у Италији у округу Комо, региону Ломбардија.
Према процени из 2011. у насељу је живело 4127 становника. Насеље се налази на надморској висини од 394 м.

## Становништво
Према резултатима пописа становништва 2011. у општини је живело 4.164 становника.
| 1931. | 1936. | 1951. | 1961. | 1971. | 1981. | 1991. | 2001. | 2011. |
| ----- | ----- | ----- | ----- | ----- | ----- | ----- | ----- | ----- |
| 2.403 | 2.479 | 2.652 | 2.834 | 3.271 | 3.942 | 3.933 | 3.981 | 4.164 |

## Партнерски градови
- Saint-Girons